# Elisa Santoni
Elisa Santoni (Roma, 10 dicembre 1987) è un'ex ginnasta italiana.
Ha conseguito numerosi successi con la nazionale italiana di ginnastica ritmica, tanto da diventare una delle atlete italiane più titolate in assoluto: Ufficiale dell'ordine al merito della Repubblica Italiana, insignita delle medaglie al Valore Atletico di bronzo e d'oro, del collare d'oro al Merito Sportivo e di due diplomi d'onore.
Allenata da Emanuela Maccarani, è stata capitano della squadra nazionale che comprendeva Elisa Blanchi, Fabrizia D'Ottavio, Anželika Savrajuk, Daniela Masseroni, Laura Vernizzi, Marinella Falca, Romina Laurito, Marta Pagnini e Andreea Stefanescu.
Gareggiava tesserata presso il Centro Sportivo dell'Aeronautica Militare con sede a Vigna di Valle.

## Biografia
Ha iniziato a fare ginnastica a quattro anni e mezzo nella palestra di Prima Porta a Roma ASD Roma Sport Ritmica Romana (futura Ritmica Romana). All'età di 14 anni ha partecipato alla sua prima gara internazionale agli Europei di Budapest (2001) con la squadra Nazionale Junior. Nel 2003 partecipa agli Europei di Ginevra sempre con la squadra Junior.
Nel dicembre 2003 viene convocata presso il Centro Tecnico di Desio con la Squadra Nazionale Senior allenata da Emanuela Maccarani.
Dal 2004 è il capitano della squadra italiana.
Ha vinto la medaglia d'argento nel concorso a squadre alle Olimpiadi di Atene nel 2004 e le medaglie d'oro a squadre ai Campionati Mondiali di ginnastica ritmica di Baku (Azerbaigian), nel 2005 (spec. Cerchi e Clavette).
L'anno successivo partecipa ai Campionati Europei di Mosca vincendo due medaglie d'argento e una di bronzo e nello stesso anno nella finale di Coppa del Mondo di Mie (Giappone) vince il bronzo. Nel 2007 ai Campionati Mondiali di Patrasso (Grecia) conquista tre medaglie d'argento, successivamente nel 2008, ai Campionati Europei di Torino, ottiene il titolo di Campionessa Europea vincendo l'oro nella specialità con le funi conquistando altre due medaglie, d'argento e di bronzo.
Fa parte dell'Aeronautica Militare con il grado di Aviere Capo.
Partecipa alle Olimpiadi di Pechino 2008 ottenendo il quarto posto.
Nel 2009 ai Mondiali di Mie (Giappone) diventa Campionessa del Mondo, conquistando la medaglia d'oro nel concorso generale, oltre ad un altro oro nella specialità nastri e funi e l'argento nei cinque cerchi.
Nel 2010 agli Europei di Brema conquista 2 Argenti e un Bronzo.
Nel 2010 ai Mondiali di Mosca si riconferma Campionessa del Mondo conquistando la medaglia d'Oro nel concorso generale, oltre a 2 Argenti (nastri e funi, 5 cerchi)
Nel 2011 ai Mondiali di Montpellier (qualificanti per l'Olimpiade di Londra 2012) si conferma per la terza volta Campionessa del Mondo con la Medaglia d'Oro al concorso generale. Conquista nelle finali per attrezzo anche l'Argento alle 5 Palle e l'Argento ai Cerchi e Nastri.
Per le tre vittorie nei Campionati del Mondo 2009 (Mie, Giappone), 2010 (Mosca, Russia) e 2011 (Montpellier, Francia) viene premiata con il Collare d'Oro e 2 Diplomi d'onore il 18 aprile 2012 dal Presidente del CONI Gianni Petrucci e dal Presidente del Consiglio Mario Monti.
Partecipa alle Olimpiadi di Londra 2012 conquistando con la squadra la Medaglia di Bronzo nel concorso generale.
Dopo le Olimpiadi si ritira dalla carriera sportiva, a 25 anni.

## Galleria d'immagini

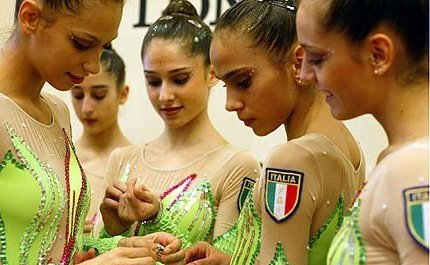
Mondiali di New Orleans 2002 Quarto posto
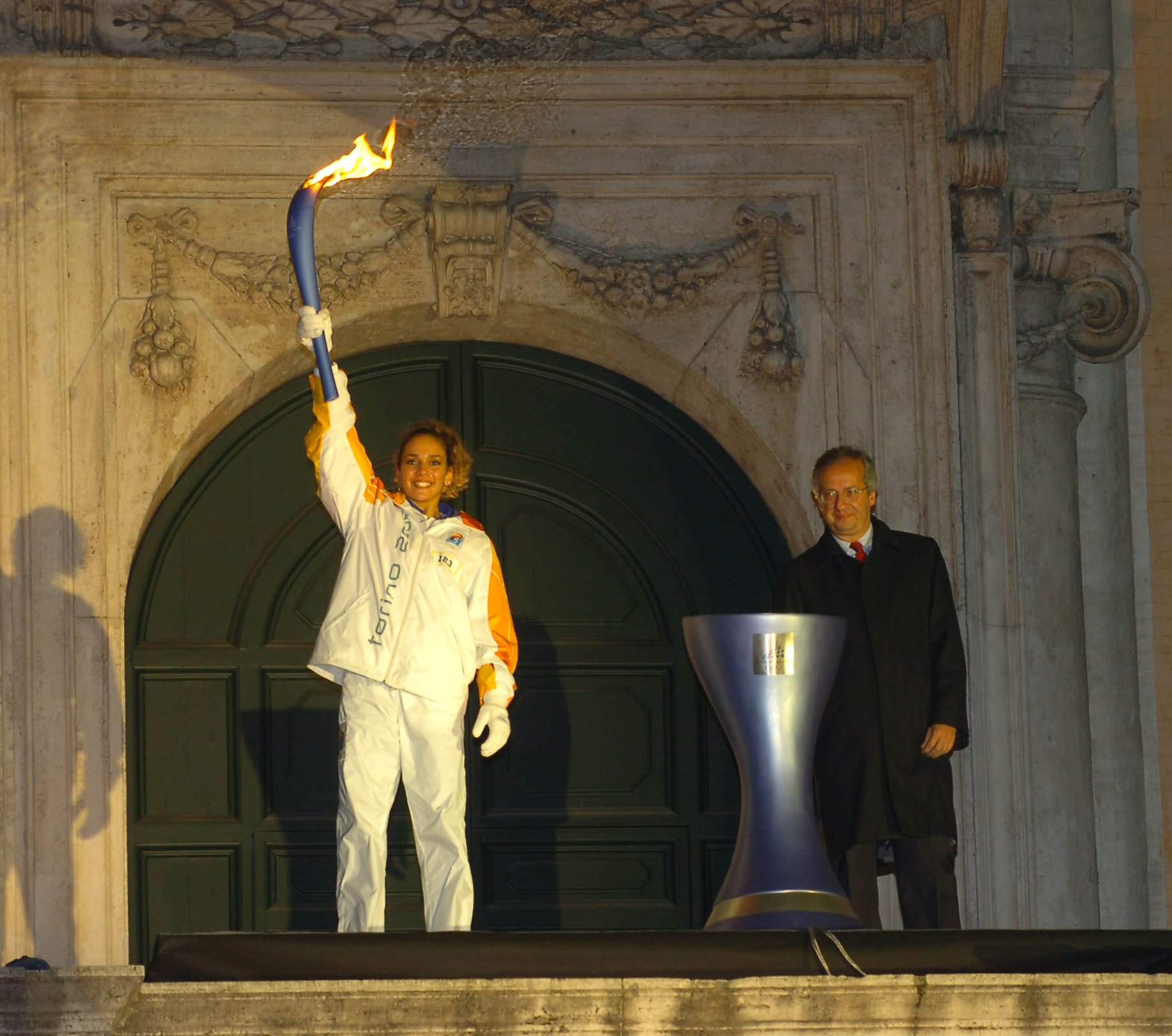
Elisa Tedofora al Campidoglio per l'Olimpiadi Invernali di Torino 2006
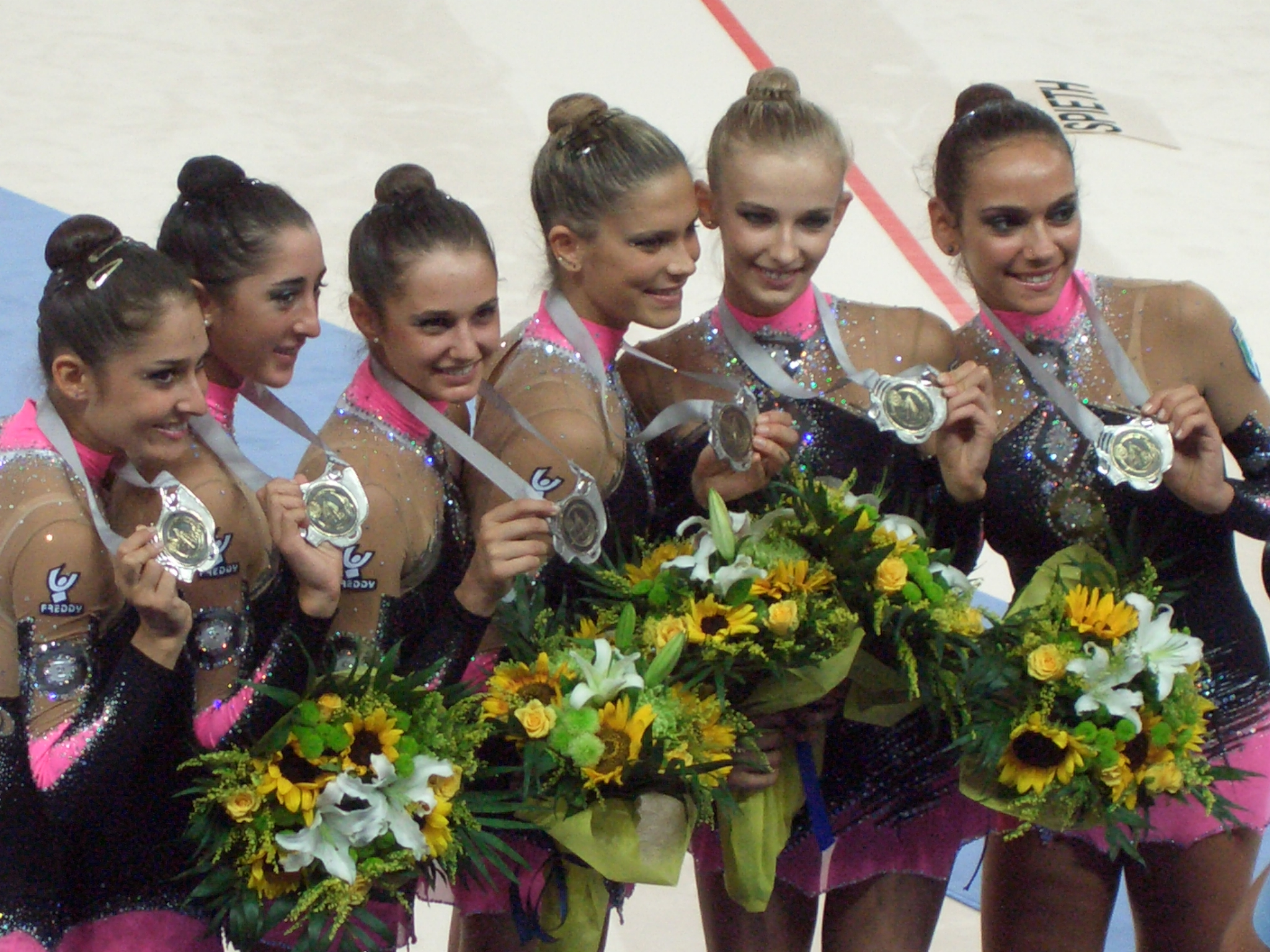
Mondiali di Patrasso 2007 Medaglia d'Argento
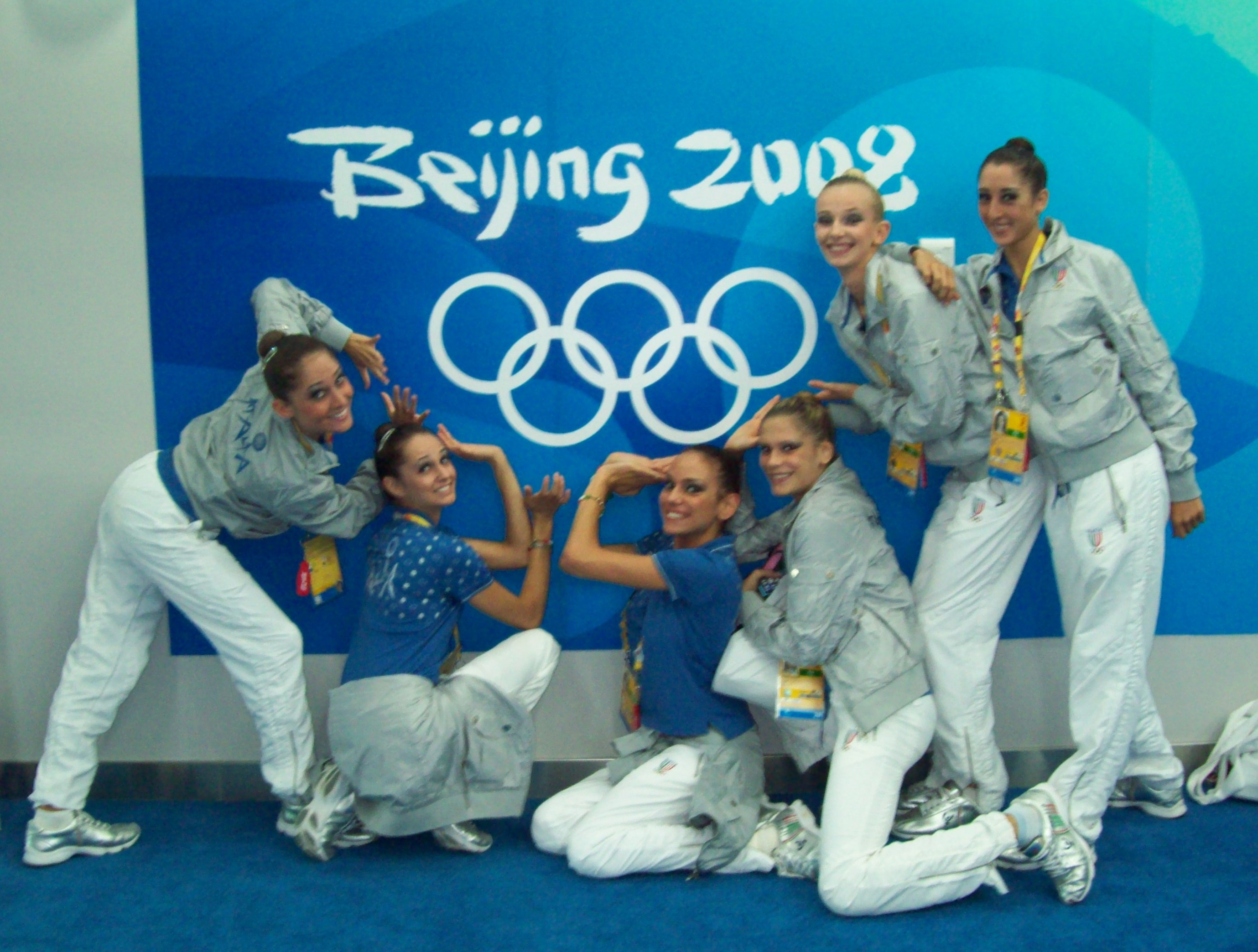
Olimpiadi di Pechino 2008 Quarto posto
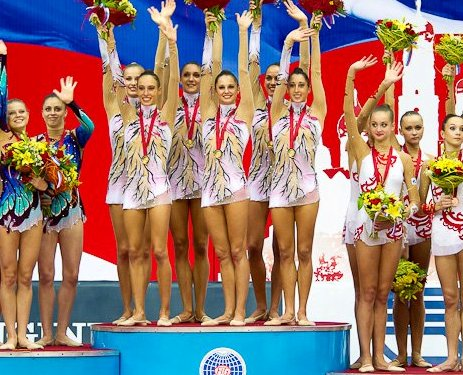
Mondiali di Mosca 2010 Medaglia d'Oro al Concorso Generale